# Silovik
Silovik (hay còn gọi là thế lực an ninh hay phái quyền lực) là một từ tiếng Nga để chỉ các chính khách mà xuất thân từ cơ quan an ninh quốc gia hay từ quân đội, thường là các sĩ quan của cơ quan tình báo KGB cũ, Cơ quan tình báo Quân đội Nga (GRU), cơ quan tình báo Liên bang (FSB), cơ quan tình báo đối ngoại (SVR), cơ quan bài trừ ma túy Nga hay các cơ quan an ninh khác mà ra nắm các chức vụ chính trị quan trọng trong chính phủ của Boris Yeltsin hay Vladimir Putin.

## Vai trò
Những người trong nhóm Siloviki thường lãnh đạo các bộ có nhiều thế lực trong nước như bộ nội vụ và bộ quốc phòng.  Nhóm Siloviki thường đối đầu với các lực lượng chính trị dân chủ cấp tiến. Họ thường có những quan điểm Đại Nga, bảo thủ. Khi hành động họ rất thực dụng. Nhóm Siloviki phân biệt rất rõ ràng sư khác biệt về quan điểm chính trị của họ so với những nhóm quá khích như nhóm chủ nghĩa dân tộc (LDPR) của Vladimir Volfovich Zhirinovskiy, phong trào Pamjat hay nhóm bảo hoàng Black Hundreds.
Nhóm Siloviki muốn được xem là những người thành thực, không có ý thức hệ nào, chú trọng vào luật lệ và trật tự thực tiễn và theo đuổi lợi ích cho quốc gia. Họ thường là những người có học thức, có những kinh nghiệm về kinh tế. Nhóm siloviki có khuynh hướng tranh đấu để tái sinh một nước Nga hùng mạnh và ít chú trọng đến những khía cạnh như hệ thống dân chủ, làm cho nhiều người nghĩ họ có khuynh hướng thân Trung Quốc.

Nhóm siloviki không hình thành một khối nào rõ rệt. Họ không có một lãnh tụ và những chương trình hoạt động cụ thể. Tuy nhiên, theo như John P. Willerton, các viên chức an ninh này, có khả năng và tinh thần làm việc cao để mà điều hành.

## Nhận xét
Các quan điểm về nhóm Siloviki gây ra sự tranh cãi, đưa tới sự chia rẽ ở Nga. Một số người cho là, nhóm Siloviki một mình quyết định số phận nước Nga và đe dọa nền dân chủ còn non trẻ ở Nga. Quyền lực của họ rất to lớn, họ điều hành đời sống kinh tế và xã hội trên cái giá của quyền lợi và tự do cá nhân.

Có những người Nga khác coi họ là cán cân quân bằng giữa các doanh nhân giàu có, nếu để cho tự do quá mức sẽ bóc lột nước Nga và mua chuộc hết các người trong chính quyền. Những người ủng hộ quan điểm này so sánh nhóm Siloviki với những nhân vật có tiếng trong lịch sử như Edgar Hoover, người mà với tư cách là giám đốc của cơ quan FBI theo đuổi một chính sách không thương nhượng để duy trì luật pháp.